# Leo Brouwer
Juan Leovigildo Brouwer Mezquida, lépe známý jako Leo Brouwer (1. března 1939) je kubánský skladatel, kytarista a dirigent.
Brouwer se narodil v Havaně, kde začal ve věku 13 let hrát na kytaru, přitahován flamencem a motivován svým otcem, lékařem a nadšeným amatérským kytaristou. Jeho prvním učitelem byl Isaac Nicola, který byl žákem Emilio Pujola, jenž byl žákem Francisca Tárregy. Svůj první sólový koncert měl v 17 letech; v té době jeho skladby již začínaly přitahovat pozornost. Preludio (1956) a Fuga (1959) jsou obě ovlivněny Bartókem a Stravinským. Odjíždí do USA studovat hudbu na universitě v Hartfordu a poté na Juilliard School, kde ho Stefan Wolpe učil kompozici.

## Skladatel

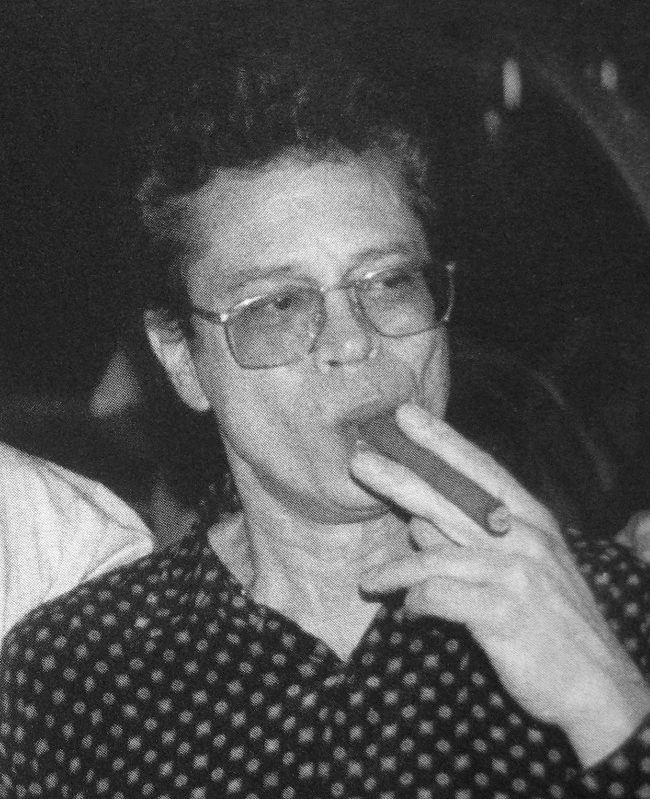
Leo Brouwer na Havanském kytarovém festivale

Na počátku své kariéry Brouwer složil své Estudios simples 1-20 k výuce techniky hry na kytaru. Těmito etudami Brouwer vytvořil bezpochyby své největší dílo ve vývoji techniky hry na kytaru, a to nejen podle požadavků technických, ale také vysokých muzikálních kvalit.
První Brouwerova díla nezapřou svůj kubánský kontext ovlivněním afrokubánskou hudbou a jejím rytmickým stylem. Dobrým příkladem z tohoto období je Elogio de la Danza. Třebaže je to skladba pro sólovou kytaru, je ovlivněna ruskými balety (zřetelná souvislost se Stravinským). Následují práce jako Sonograma 1 či Canticum (1968), La espiral eterna (1971), Concierto para guitarra no. 1, Parábola (1973), Tarantos (1974). Toto období v sobě nese užití v té době avanatgardního serialismu a dodekafonie a částečně ovlivnění skladateli, které s oblibou poslouchal, jako Luigi Nono a Iannis Xenakis.
Jeho poslední období náleží v podstatě úplně minimalismu. Brouwer ho popisuje jako rozvoj systému modulace. El Decamerón Negro (1981) je pravděpodobně první dílo tohoto stylu, Sonata (1990), Paisaje cubano con campanas (1996) a Hika (1996) na památku japonského skladatele Toru Takemitsu jsou nedávného data.
Vedle původních skladeb pro kytaru Brouwer s oblibou upravuje skladby jiných autorů, jako např. Elite Syncopations a The Entertainer Scotta Joplina nebo Fool on the Hill od The Beatles (John Lennon/Paul McCartney) mezi mnoha dalšími, které upravil pro sólovou kytaru. V jeho díle nacházíme velké množství skladeb pro kytaru a různé koncerty, napsal hudbu k více než čtyřiceti filmům.

## Funkcionář
Leo Brouwer je členem Kubánské komunistické strany a její funkcionář. Brouwer zastává řadu oficiálních funkcí na Kubě, včetně funkce ředitele Instituto de Cine del Departamento de Música de Cuba (Kubánský institut filmu a oddělení hudby). Aktivně se účastní pořádání Concurso y Festival Internacional de Guitarra de la Habana (Havanský kytarový festival). Je zakladatel Skupiny zvukového experimentu Kubánského institutu umění a kinematografického průmyslu (Instituto Cubano de Arte e Industria Cinematrográfica – ICAIC). V roce 2009 získal Premio Nacional de Cine 2009 (kubánskou Národní cenu filmu za rok 2009) za svůj bohatý přínos kinematografii ostrova, kterou obohatil nezapomenutelnou hudbou.

## Kytarové koncerty
- Concierto para Guitarra No. 1
- Concierto N°. 2 "de Lieja"  (1981)
- Concierto N°. 3 "Elegiaco" (1986)
- Concierto N°. 4 "de Toronto" (1987)
- Concierto N°. 5 "de Helsinki"
- Concierto N°. 6 "de Volos"
- Concierto N°. 7 "La Habana"
- Concierto N°. 8 "Cantata de Perugia"
- Concierto N°. 9 "de Benicassim"
- Concierto N°. 10 "Libro de los signos para dos guitarras y orquesta"
- Concierto N°. 11 "Concerto da Requiem (in memoriam Toru Takemitsu)"

## Sólová kytara
- Sonata
- Preludios epigramáticos
- Dos temas populares cubanos (canción de cuna, ojos brujos)
- Dos aires populares cubanos (Guajira criolla, Zapateado)
- Elogio de la danza
- Estudios sencillos
- Diez estudios nuevos
- Canticum
- Un día de noviembre
- Danza característica
- El decamerón negro
- Tres danzas concertantes
- Rito de los Orishas
- Estudios simples No. 1-20 en cuatro volúmenes
- Fuga No. 1
- Hika "In Memorium Toru Takemitsu"
- La espiral eterna
- Micropiezas (Duo)
- Parábola
- Paisaje cubano con rumba
- Paisaje cubano con campanas
- Paisaje cubano con tristeza
- Paisaje cubano con lluvia
- Paisaje cubano con fiesta (2008)
- Pieza sin título
- Piezas sin título 2 y 3
- Preludio
- Rito de los Orishas para guitarra sola
- Suite en re
- Tarantos
- Toccata para cuatro o más guitarras
- Tres apuntes
- Variaciones sobre un tema de Django Reinhardt
- Tres piezas latinoamericanas (arreglos) Danza del altiplano, la muerte del ángel.
- Canciones remotas (Cuatro guitarras)
- Viaje a la semilla

## Jiné nástroje
- Sonata para cello solo (pro sólové violončelo)
- Cuarteto de cuerdas No. 1
- Cuarteto de cuerdas No. 2
- Cuarteto de cuerdas No. 3
- La Vida Misma (pro klavír, housle, violončelo a perkuse)
- Balada (flauta y cuerdas)
- Canción de Gesta (pro komorní orchestr)
- Canciones Amatorias (pro smíšený sbor, na texty Federica García Lorcy a José Hernándeze)

## Nahrávky
- De Bach a Los Beatles Archivováno 17. 8. 2005 na Wayback Machine. (EGREM)
- La obra guitarrística de Leo Brouwer. Vol. I. Archivováno 1. 10. 2005 na Wayback Machine. Brouwer por Brouwer. (EGREM)
- La obra guitarrística de Leo Brouwer. Vol. II. Brouwer intérprete. (EGREM)
- La obra guitarrística de Leo Brouwer. Vol. III. Archivováno 23. 3. 2006 na Wayback Machine. Re-creaciones. (EGREM)
- La obra guitarrística de Leo Brouwer. Vol. IV. Archivováno 1. 10. 2005 na Wayback Machine. Conciertos para guitarra y orquesta. (EGREM)
- La obra guitarrística de Leo Brouwer. Vol. V. Archivováno 1. 10. 2005 na Wayback Machine. Brouwer por los maestros Rey Guerra y Joaquín Clerch. (EGREM)
- La obra guitarrística de Leo Brouwer. Vol. VI. Archivováno 1. 10. 2005 na Wayback Machine. Presencia en el Festival Internacional de guitarra... (EGREM)
- La obra guitarrística de Leo Brouwer. Vol. VII. Archivováno 1. 10. 2005 na Wayback Machine. Ensambles con guitarras. (EGREM)
- La obra guitarrística de Leo Brouwer. Vol. VIII. Archivováno 1. 10. 2005 na Wayback Machine. Actuaciones memorables. (EGREM)
- Rara iClassics Link (Deutsche Grammophon)
  - (about)
- Leo Brouwer Collection Vol.1-6 (Frame)